# Come Wake Me Up
| Оценки критиков  | Оценки критиков |
| Источник         | Оценка          |
| ---------------- | --------------- |
| Taste of Country | [ 1 ]           |
| Roughstock       | (favorable)     |
| Country Universe | (B+)            |

«Come Wake Me Up» — песня американской кантри-группы Rascal Flatts, вышедшая в качестве второго сингла с их 8-го студийного альбома Changed. Релиз прошёл 21 мая 2012 года.

## История
Песня получила положительные отзывы музыкальной критики, например от Taste of Country, Roughstock, Country Universe.
Песня дебютировала на 59-й позиции в кантри-чарте Billboard Hot Country Songs 2 июня 2012 года.

## Музыкальное видео
Режиссёром видеоклипа стал Shaun Silva, а премьера прошла в августе 2012 года.

## Позиции в чартах

### Еженедельные чарты
| Чарт (2012)                         | Наивысшая позиция |
| ----------------------------------- | ----------------- |
| Канада (Billboard Canadian Hot 100) | 99                |
| США (Billboard Hot 100)             | 52                |
| США (Billboard Country Airplay)     | 4                 |
| США (Billboard Hot Country Songs)   | 8                 |

### Годовые итоговые чарты
| Чарт (2012)                  | Позиция |
| ---------------------------- | ------- |
| СШАCountry Songs (Billboard) | 43      |

## Сертификация
| Регион | Сертификация | Продажи    |
| --- | ------------ | ---------- |
| США (RIAA) | Платиновый   | 1 000 000* |
| * Данные о продажах приведены только на основе сертификации. ^ Данные о тиражах приведены только на основе сертификации. |              |            |